# Сен Сир л’Екол
 Сен Сир л’Екол  (фр. Saint-Cyr-l’École) општина је у Француској у департману Ивлин и предграђе Париза Налази се западно од Версаја, и 20 km од центра Париза. Ужива национални углед, јер овдје од 1808. до 1945. основана најважнија и престижна Војна академија за официрске кандидате у Француској.

## Образовна традиција
Ријеч "Екол" у наслову односи се на Војну академију Сен Сир коју је основао овде Наполеон. Академија се налази у згради богословије за племените дјевојке, коју је основала 1686 миљеница краља Луја, маркиза Ментенон у којој је живљела на крају свог живота.
Након Другог свјетског рата Академија је премјештена у Бретању .

## Демографија
| 1962. | 1968.  | 1975.  | 1982.  | 1990.  | 2011.  |
| ----- | ------ | ------ | ------ | ------ | ------ |
| 9.309 | 16.001 | 16.537 | 14.996 | 14.829 | 17.655 |

## Галерија
- Академја Сен-Сир
- Општина
- Сен-Сир-л’Екол «Златне уши »